# La Matanza (1910-1920)
La Matanza (también llamada "La Masacre") y la Hora de Sangre, fue un período de violencia antimexicana en Texas, abarcando linchamientos y masacres entre 1910 a 1920, en medio de las tensiones provocadas entre Estados Unidos y México en el contexto de la Revolución Mexicana. Esta violencia fue cometida por vigilantes anglo-texanos y fuerzas del orden, como los Texas Rangers, sobre todo en operaciones contra bandidos en la llamada Guerra de los Bandidos. La violencia y la negación de las libertades civiles durante este período fueron justificadas por el racismo. La violencia de los guardabosques alcanzó su punto máximo entre 1915 y 1919, en respuesta al creciente conflicto, inicialmente debido al Plan de San Diego, por parte de insurgentes mexicanos y texanos para tomar el estados. Los mexicanos del sur de Texas se refirieron a este período como la Hora de Sangre, muchos de los cuales huyeron a México para escapar de la violencia. Al menos 300 mexicano-estadounidenses fueron asesinados en Texas durante la década de 1910, y según William D. Carrigan y Clive Webb calculan que al menos 5,000 personas habían sido asesinadas. Al menos 100 mexicano-estadounidenses fueron linchado en la década de 1910, muchos de ellos en Texas. Muchos asesinatos se ocultaron y no se denunciaron, y algunos en el sur de Texas, sospechosos por los Rangers de apoyar a los rebeldes, fueron incluidos en listas negras, a menudo "desaparecieron".

## Revolución Mexicana
La Revolución Mexicana comenzó en 1910, gracias a ello lo refugiados mexicanos, que buscaban escapar de la violencia de la revolución, comenzaron a migrar a Texas lo que provocó que la población mexicana en los EE. UU. se triplicara durante la década de 1910. La revolución también provocó estallidos de violencia a lo largo de la frontera entre Texas y México, incluidas incursiones de bandidos de México y contraataques de represalia por parte de estadounidenses. Antes de 1914, los Carrancistas eran responsables de la mayoría de los ataques a lo largo de la frontera, pero en enero de 1915 los rebeldes conocidos como Sedicionistas redactaron el Plan de San Diego y comenzaron a lanzar sus propias incursiones. El plan pedía una guerra racial para librar a los estados fronterizos estadounidenses de su población angloamericana y para que México anexara los estados. Nunca lanzaron una invasión a gran escala de los Estados Unidos y recurrieron a realizar pequeñas incursiones en Texas. Gran parte de los combates involucró a la División de Rangers de Texas, aunque el Ejército de los Estados Unidos también participó en acciones de pequeñas unidades con bandas de asaltantes sedicionistas. Rebeldes mexicanos de los estados de Tamaulipas, Coahuila y Chihuahua llevaron a cabo una serie de incursiones llamadas la Guerra de Bandidos en Texas, comenzando en 1914 y culminando en 1919. Los estadounidenses en el valle Inferior del Río Grande temían perder tanto sus tierras como el control sobre su país. La creciente población mexicana en Texas contribuyó aún más a la amenaza de la revolución. Las tensiones entre México y Estados Unidos al final llevaron a la violencia entre estadounidenses blancos y mexicanos, y al linchamiento de personas de etnia mexicana.

## Casos iniciales

### Antonio Rodríguez
Antonio Rodríguez fue la primera víctima que murió a causa de La Matanza en 1910. Era un trabajador migrante de 20 años que se había mudado desde México a Rocksprings, Texas, en busca de trabajo. El 2 de noviembre, fue acusado de asesinar a un texano blanco, arrestado y encarcelado.  Se llevó a cabo una investigación por parte de funcionarios mexicanos, pero no fue concluyente. Cuando la noticia del linchamiento llegó a Guadalajara, México, la ciudad natal de Rodríguez, los residentes de la ciudad organizaron protestas, exigiendo más investigaciones sobre la muerte de Rodríguez, el arresto de sus linchadores y más protección para los mexicanos en los Estados Unidos.

### Antonio Gómez
Antonio Gómez fue un niño mexicano de 14 años de Thorndale, Texas. El 19 de junio de 1911, mientras intentaba escapar de una turba que lo rodeaba, mató a un alemán llamado Charles Zieschang. Inmediatamente fue detenido y trasladado a la cárcel de la localidad. Anticipando que la turba sacaría a Gómez de su celda y lo lincharía, el alguacil de la ciudad hizo planes para transportarlo a la cárcel del condado en Cameron, Texas. Mientras transportaban al niño, una turba de cuatro hombres interceptó a dos hombres que transportaban al niño y a Gómez. Capturaron a Gómez, linchándolo exitosamente luego de un intento fallido en la noche del día. A la mañana siguiente, una turba expulsó a la familia de Gómez del pueblo con amenazas de muerte. Dos testigos del linchamiento identificaron posteriormente a los cuatro hombres que lincharon a Gómez, quienes fueron arrestados.

### León Martínez Jr.
La ejecución de 'León Martínez Jr. fue justificada con la ley, catalogada como ahorcamiento legal. Tales ejecuciones o ahorcamientos legales todavía se clasifican como parte del total de 571 linchamientos de mexicano-americanos que ocurrieron entre 1848 y 1928. Vivía en Toyah, Texas, con su familia. El 23 de julio de 1911 fue acusado de asesinar a una joven blanca, con el testimonio de múltiples testigos. En dos ocasiones distintas, confesó el crimen bajo la fuerza, primero ante una turba y luego ante un sheriff que lo arrestó. El 28 de julio de 1911 Martínez fue juzgado por asesinato. Al día siguiente, un jurado lo declaró culpable y lo condenó a muerte. Debido a que los abogados de Martínez, que procedían a presentar una apelación, fueron obstruidos por una turba, el juez del condado dictaminó que Martínez sería ahorcado el 1 de septiembre. El Gobernador de Texas Oscar Branch Colquitt pospuso la ejecución por 30 días debido a indignación en todo el país. El 3 de noviembre de 1911, el Tribunal de Apelaciones en lo Penal de Texas falló a favor de un nuevo juicio. Se propuso un juicio en la Corte Suprema de los Estados Unidos, pero la Corte Suprema rechazó el caso, citando su falta de jurisdicción. Se enviaron múltiples peticiones de varias personas a Colquitt para que perdonara a Martínez, pero él no lo hizo. El 11 de mayo de 1914, Martínez fue ejecutado legalmente en la horca.

## El Plan de San Diego
El Plan de San Diego fue redactado en 1915 por rebeldes mexicanos. Involucró a mexicanos, nativos americanos y afroamericanos arrebatando tierras a la población blanca por parte de las etnias mexicana, nativa americana y afroamericana en una serie de redadas y ataques. Los territorios que planeaban invadir eran Texas, Nuevo México, Colorado, Arizona y California. También incluyó el asesinato de todos los varones blancos mayores de 16 años. Aunque los rebeldes nunca pudieron lanzar una invasión a gran escala de las tierras que exigían, pudieron llevar a cabo una serie de incursiones dirigidas a los angloamericanos. En total, 30 redadas en Texas destruyeron grandes cantidades de propiedades y mataron a 21 estadounidenses. A su vez, el Plan de San Diego aumentó aún más la prevalencia del sentimiento antimexicano durante La Matanza. Alrededor de 400 anglotexanos murieron en total en disturbios y ataques a lo largo de la frontera durante la década de 1910, y muchas propiedades fueron destruidas.

## La Hora de sangre(1915-1919)
Sólo durante el período comprendido entre agosto de 1915 y junio de 1916, se registraron entre 100 y 300 asesinatos de mexicanos. Muchos asesinatos no fueron denunciados. Este asesinato indiscriminado de mexicanos, particularmente en el sur de Texas, provocó que muchos huyeran a México. Según se informa, este éxodo fue tan generalizado que "los agricultores expresaron su preocupación porque sus trabajadores del campo estaban huyendo a México". Un agricultor afirmó que la mano de obra se había "evaporado" en muy poco tiempo. Incluso los terratenientes mexicanos huyeron a México y en algunos casos dejaron atrás miles de ganado debido a su urgencia. La mayor parte de esta violencia fue llevada a cabo por el estado a través de la División de Guardabosques de Texas. Durante este período, un anglosajón recordó que "todo lo que los Rangers tenían que hacer era sospechar de alguien, cualquier pequeña cosa". , y los sacarían y los derribarían."

## Rangers de Texas
Durante la Revolución Mexicana, los Texas Rangers eran conocidos por su violencia contra los mexicanos, incluidos los residentes estadounidenses de origen mexicano. Su sentimiento antimexicano fue alimentado por la revolución en curso y el Plan de San Diego. La población mexicana, que conocía a los Rangers por su brutalidad, les dio el nombre de "los diablos tejanos". Muchos relatos de la violencia de los Rangers se registraron en toda La Matanza. La organización ocasionalmente trabajó con vigilantes blancos. Fueron apoyados legalmente por la Legislatura de Texas.

### Jesús Bazán & Antonio Longoria
Jesús Bazán (1848-1915) y Antonio Longoria (1866-1915) eran dos conocidos residentes mexicano-estadounidenses del sur de Texas. A pesar de su estatus prominente, los dos hombres fueron víctimas de violencia contra los mexicoamericanos. En septiembre de 1915, unos ladrones armados robaron los caballos de Jesús Bazán y Antonio Longoria junto con algunas de sus provisiones. El 27 de septiembre, los dos hombres informaron del incidente a Henry Ransom. Ransom, que era miembro de los Rangers, los persiguió después de que terminaron de describirle el robo y les disparó a ambos, matándolos en la escena. Después del asesinato, Ransom ordenó a sus compañeros Rangers que no movieran los cuerpos de los dos hombres para sembrar el miedo. En octubre, varios amigos de Longoria y otros lugareños finalmente enterraron los dos cuerpos. No se llevó a cabo ninguna investigación oficial sobre los asesinatos y Ransom no informó a las autoridades superiores sobre el incidente. El juez de paz no publicó los certificados de defunción.

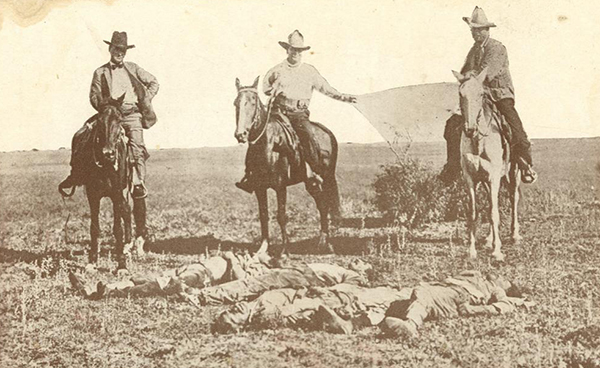
foto de supuestos bandidos asesinados por los Rangers de Texas

### Masacre del Porvenir
Temprano en la mañana del 28 de enero de 1918, la Compañía B de los Texas Rangers y cuatro ganaderos, liderados por el Capitán James Monroe Fox, rodearon el pueblo de Porvenir, Texas en Presidio Condado, Texas. Con la ayuda del 8.º Regimiento de Caballería, los Rangers y la caballería despertaron a los vecinos de Porvenir alrededor de las 2:00 a. m. y los sacó de sus casas. Se llevaron a los 15 hombres y niños mayores del pueblo. El Capitán Fox despidió a la unidad de caballería después de que los residentes se reunieron y varios Rangers inspeccionaron las casas de los residentes en busca de armas. Después de que la caballería se fue, los Rangers procedieron a atar a los 15 hombres con cuerdas y les dispararon, matándolos a todos mientras estaban a un metro de distancia. Siguieron disparando hasta que se quedaron sin balas. Al escuchar los sonidos de la masacre, el 8.º Regimiento de Caballería regresó a la ciudad para investigar la conmoción y fue testigo de las consecuencias de la masacre.

### Investigación de Canales
La investigación de Canales fue una indagación sobre las acciones violentas de los Texas Rangers y la policía estatal contra los mexicoamericanos. Comenzó en enero de 1919, y fue presentado y patrocinado por el cámara de Representantes de Texas José Tomás Canales, quien buscaba dar a conocer las acciones de los Texas Rangers. A lo largo de la investigación, Canales recopiló pruebas y testimonios de testigos que ejemplificaban la violencia cometida por los Texas Rangers hacia las etnias mexicanas. Cuando la investigación llegó a juicio, Canales presentó 19 cargos contra los Texas Rangers con sus pruebas y testigos. Los cargos finalmente fueron retirados.

## Consecuencias
Poco después de este período, hubo que importar trabajadores mexicanos de México para poder prestar servicios a los agricultores blancos porque la violencia había provocado que muchos mexicanos huyeran del país. Alrededor de 50,000 trabajadores mexicanos fueron importados a Estados Unidos en 1920. Esto se consideró aún más urgente en Texas ya que "la mano de obra negra se había trasladado a las ciudades" y, por lo tanto, había una demanda constante de mano de obra mexicana. A pesar de que algunos anglos todavía demostraban su racismo, con carteles que decían "Mantengan fuera a los mexicanos mestizos" y "Cerren la puerta trasera" porque percibían a los mexicanos como "los más indeseables de todos los pueblos", la mano de obra mexicana era barata para los anglos y lo necesitaban desesperadamente. Sin embargo, tan pronto como los mexicanos comenzaron a organizarse e intentar formar sindicatos a principios del siglo XX, se enfrentaron a deportaciones masivas como la repatriación de mexicanos (1929-1936), así como la Acoso cotidiano.
Según CNN, los descendientes de las víctimas de La Matanza predijeron ya en julio de 2019 que el sentimiento antiinmigrante podría conducir a la violencia, como la del tiroteo en El Paso de 2019, donde 22 personas murieron y 24 heridos en un Walmart de El Paso.